# Grubenstempel

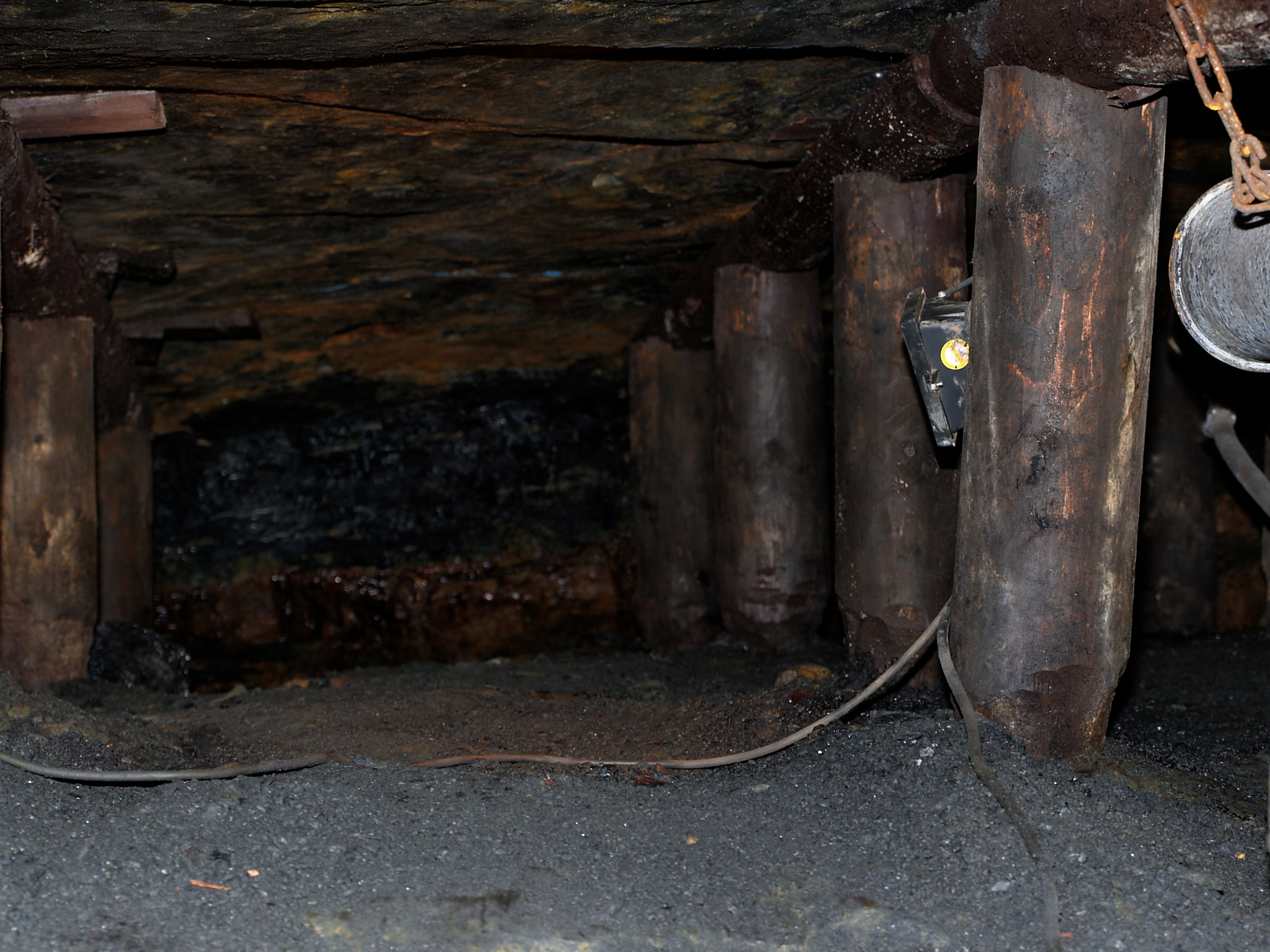
Hölzerne Grubenstempel in einem Streb

Ein Grubenstempel, auch Stempel genannt, ist ein Stützelement, das im Bergbau Untertage zum Abstützen des Hangenden benutzt wird. Grubenstempel werden aus Holz, Stahl oder Leichtmetall gefertigt. Stempel werden in der Regel in Verbindung mit Kappen gesetzt, es ist aber in bestimmten Bereichen auch möglich Stempel ohne Kappen zu verwenden.

## Grundlagen
Jeder Stempel kann konstruktionsbedingt nur eine bestimmte Last tragen. Der im Dauerbetrieb mechanisch oder hydraulisch erzeugte Einschubwiderstand wird als Stempelstützkraft bezeichnet. Die Stempelstützkraft ist die Nennkraft, die der Stempel erbringt. Die höchste Lastaufnahme eines Stempels wird als Tragfähigkeit bezeichnet. Diese Tragfähigkeit wird im Vorfeld mit der 1,5fachen Nennkraft bei vollausgefahrener Stempellänge geprüft. Anhand der so ermittelten Daten lässt sich die Stempelsetzdichte ermitteln. Die Stempelsetzdichte ist die Anzahl der Stempel, die der Bergmann pro Quadratmeter freigelegter Hangendfläche im Abbau setzen muss. Die Stempelsetzdichte ist abhängig von der Ausbauanordnung.

## Holzstempel

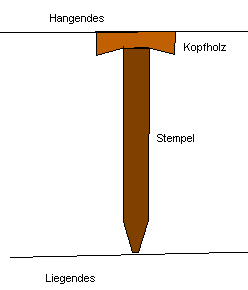
Holzstempel mit Kopfholz

Holzstempel werden so gestellt, dass sie durch das Hangende in Faserrichtung belastet werden. Die Stempel werden, je nach örtlichen Gegebenheiten, im Abstand von 0,8 bis 2 Metern bankrecht zwischen Hangendes und Liegendes gestellt. Die Stempel werden bei geringem Gebirgsdruck in die Sohle eingelocht. Bei stärkerem Druck werden im Hangendbereich kurze Kopfhölzer, die der Bergmann Anpfahl nennt, zwischen Stempel und Hangendem eingebracht. Der Anpfahl dient auch oftmals zusätzlich zum Abfangen des Hangenden. Die Länge des Anpfahls wird hierbei etwas länger als die 2,5fache Stempeldicke gewählt, länger darf der Anpfahl nicht sein. Auch darf diese Länge nur bei mäßigem Gebirgsdruck genommen werden. Bei größerem Gebirgsdruck kann es sonst geschehen, dass der Anpfahl wie ein Hebel wirkt und den Stempel umschiebt. Bei klüftigem Hangenden werden anstelle mehrerer Anpfähle durchgehende Unterzüge gestellt. Bei weichem Liegenden werden zusätzlich unter den Stempel noch Fußhölzer gelegt. Wird durch den Anpfahl keine genügende Nachgiebigkeit des Stempels erreicht, werden die Stempel im Fußbereich angeschärft. Die Länge des angeschärften Stückes muss das 1,5- bis 2,5fache des Stempeldurchmessers betragen. Durch dieses Anschärfen kann sich der Stempel unter Druck um bis zu zehn Prozent seiner ursprünglichen Länge einkürzen, ohne dass er bricht. Bei Gebirgsverhältnissen, bei denen Bewegungen, die quer zur Stempelachse verlaufen, zu befürchten sind, müssen die Stempel immer angeschärft werden. Auch in geneigter oder steiler Lagerung müssen die Stempel angeschärft werden. Beim Stellen des Stempels muss die angeschärfte Seite in Richtung der stärksten Belastung stehen.

## Stahlstempel
Bei den Grubenstempeln aus Stahl unterscheidet man grundsätzlich zwei Typen von Stempeln, Reibungsstempel und Hydraulikstempel. Stempel aus Stahl sind wesentlich teurer als Holzstempel, sie lassen sich jedoch besser und einfacher rauben und können auch viel öfter wiederverwendet werden.

### Reibungsstempel

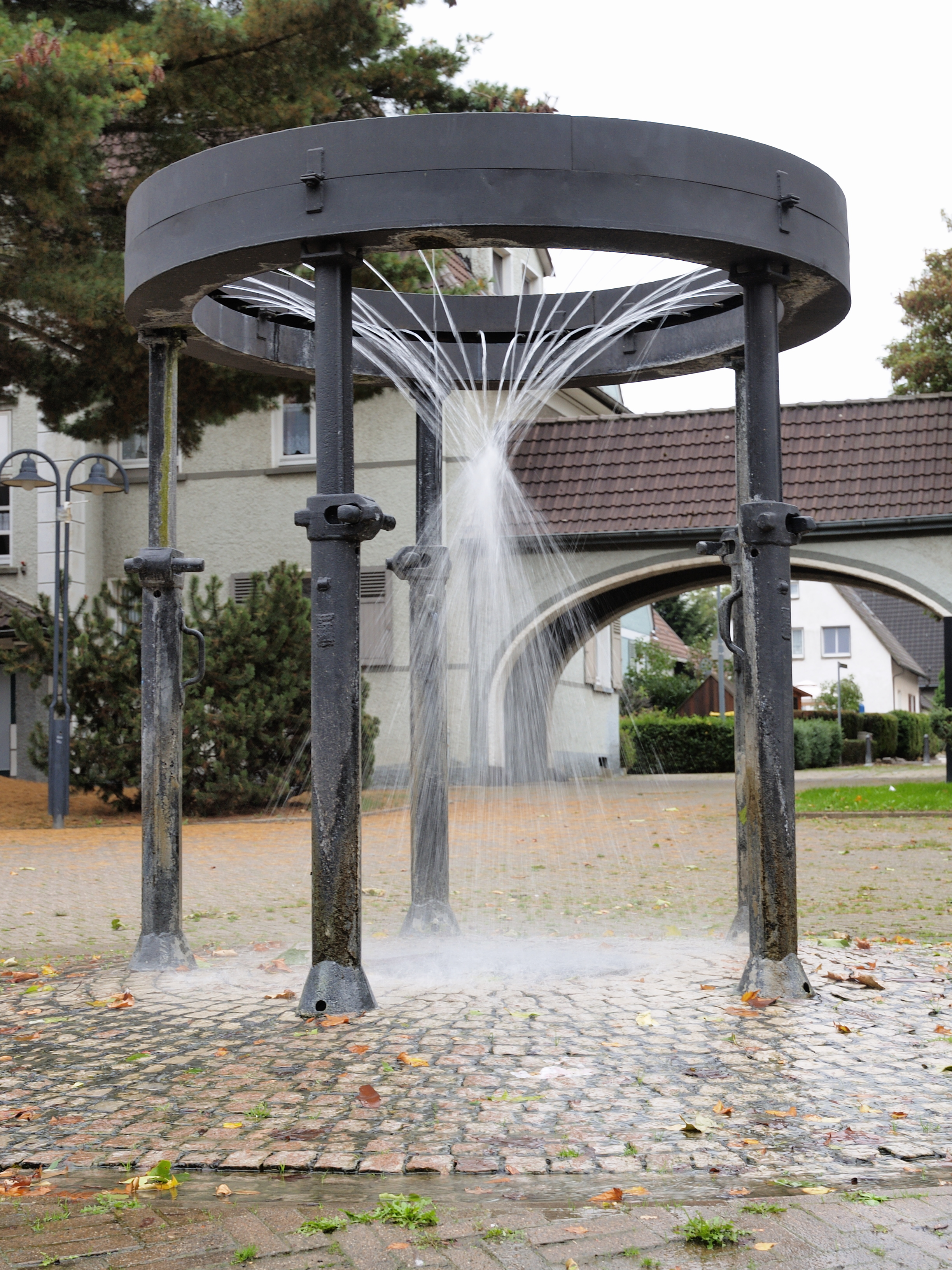
Reibungsstempel an einer Brunnenanlage in der Zechensiedlung Dahlhauser Heide der ehemaligen Zeche Hannover in Bochum

Reibungsstempel bestehen aus zwei ineinander verschiebbaren Rohren, deren oberstes auch Innenstempel genannt wird. Das untere Rohr, der Unterstempel, heißt entsprechend Außenstempel. Beide sind durch ein Stempelschloss verbunden, in dem im Falle stärkerer Last dem Zusammenschieben ein Reibewiderstand entgegensetzt wird. Dieser wird durch Keile, die mit Reibbelägen aus Leichtmetall versehen sind, erhöht. Die Keile werden zusammengedrückt und spannen das um sie herumgelegte Schlossband, das dabei gedehnt wird. Damit können die Reibungsstempel einen erhöhten Gebirgsdruck durch Nachgeben aufnehmen ohne zerstört zu werden. Reibungsstempel werden seit der ersten Hälfte des 20. Jahrhunderts im Steinkohlenbergbau eingesetzt. Von Reibungsstempeln gibt es unterschiedliche Ausführungen. Nachteilig ist die ungleichmäßige Stützkraft der einzelnen Stempel.

### Hydraulikstempel

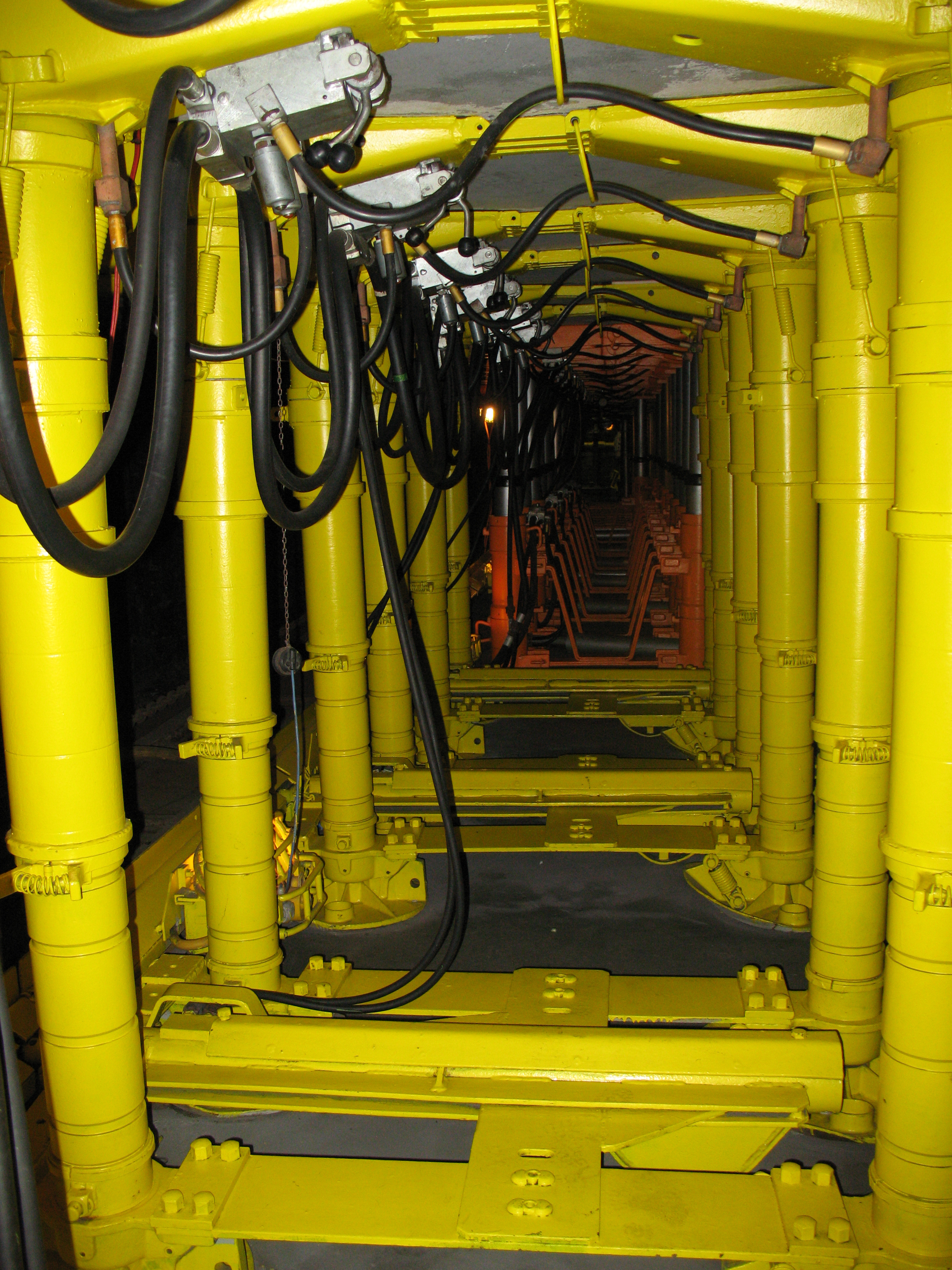
Hydraulikstempel beim Schreitausbau

Hydraulikstempel sind zwei- oder mehrteilige Stempel, bei denen das Ineinanderverschieben über eine Hydraulik gesteuert wird. Hydraulikstempel werden als Einzelstempel oder beim Schreitausbau verwendet. Der Stempel besteht aus einem Außenstempelrohr, an dem im oberen Teil ein Bundring und am unteren Ende der Stempelfuß angebracht ist. Im Außenstempelrohr befindet sich ein Innenstempelrohr. Das Innenstempelrohr ist beweglich und wird mittels einer Stahlfeder im Außenstempelrohr befestigt. Am oberen Ende des Innenstempelrohres ist eine speziell geformte Platte, der Stempelkopf, montiert. Das Innenstempelrohr wird mittels eines Hydraulikkolbens hoch gedrückt. Damit der Hydraulikzylinder nicht überlastet wird, besitzt der Hydraulikstempel eine Hubbegrenzung. Zum Setzen des Stempels befinden sich am Außenstempelrohr ein Setzventil und zum Rauben des Stempels ein Raubventil. Für den Schildausbau gibt es Hydraulikstempel, bei denen der Stempelkopf gelöst werden kann. Der Stempelkopf ist am Stangenende einer Kolbenstange befestigt, die aus dem Hydraulikstempel herausgefahren wird.

## Leichtmetallstempel
Im Strebbau werden beim Einzelstempelausbau aus Gewichtsgründen Stempel aus Leichtmetall verwendet, die aus einer Legierung aus Aluminium, Zink und Magnesium bestehen. Die Stempel werden in niedrigen Flözen bei der flachen und mäßig geneigten Lagerung eingesetzt. Mit Ausnahme der Schlossteile sind diese Stempel komplett aus Leichtmetall gefertigt. Es gibt auch Kombinationen aus Stahl und Leichtmetall, hierbei ist der Oberstempel aus Leichtmetall gefertigt und das Schloss und der Unterstempel bestehen aus Stahl. Der Oberstempel besteht aus zwei halbzylindrischen Schalen, die planparallel gearbeitet sind. Für den Unterstempel werden aus Kostengründen Stahlrohre mittlerer Güte eingesetzt, da Stahlstempel preiswerter als gleichwertige knickfeste Leichtmetallrohre sind. Leichtmetallstempel werden als Reibungsstempel gefertigt. Im Steinkohlenbergbau des Ruhrgebietes wurde die Verwendung von Leichtmetallstempeln verboten. Schlagen Bauteile aus Aluminium oder anderen Leichtmetallen auf rostige Eisenteile entstehen dabei Funken mit großer Zündfähigkeit. Zu dieser als Thermitreaktion bezeichneten Reaktion kann es auch kommen, wenn auf den Aluminiumteilen Flugrost liegt und darauf z. B. mit einem Hammer geschlagen wird. Durch diese Funken können Methangasgemische entzündet werden.